# Michael Mensah
Michael Mensah, född 5 juli 1981, är en ghanansk fotbollsspelare som spelar för Thanh Hóa FC. 
Han kom 2008 till Syrianska FC från den allsvenska klubben Trelleborgs FF. 2006 gjorde han 12 mål på 26 matcher för Trelleborgs FF. Mensah har tidigare även spelat för Rakuunat i Ettanw.